# Волощук, Иван Софронович
Ива́н Софро́нович Волощу́к (1904 год, Евдокимовка, Херсонская губерния — 1958) — колхозник, Герой Социалистического Труда (1948). Депутат Верховного Совета Казахской ССР.

## Биография
Родился в 1904 году в селе Евдокимовка (ныне — в черте села Юриевка Кировоградской области, Украина).
С 1929 года работал агрономом в Таласском районном земельном отделе в Чимкентской области. Позднее работал агрономом в Ленгерской МТС. С 1942 года по 1945 год участвовал в Великой Отечественной войне. Возвратившись в Казахстан, продолжил работу в Ленгерской МТС, где проработал старшим агрономом до 1951 года, после чего до 1953 года был председателем правления колхоза «Победа».
Был делегатом VI съезда Компартии Казахской ССР. Неоднократно избирался депутатом областного Совета. Был депутатом Верховного Совета Казахской ССР.
Умер в 1958 году.

## Трудовая деятельность
Работая агрономом в Ленгерской МСТ, принимал участие в развитии плодородия полей. Благодаря его деятельности в 1947 году в радиусе действия МТС, которая обслуживала 33 колхоза, было собрано 11 центнеров пшеницы с каждого гектара, что превысило прошлогодний урожай 1946 года на 3,4 центнера. Некоторые колхозы собрали более 20 центнеров пшеницы с гектара и 46 полеводческих звеньев — более 30 центнеров с гектара. За эту деятельность Иван Волощук был удостоен в 1948 году звания Героя Социалистического Труда.

## Награды
- Герой Социалистического Труда — Указом Президиума Верховного Совета от 28 марта 1948 года.
- Орден Ленина (1948);

## Источник
- Герои Социалистического труда по полеводству Казахской ССР. — Алма-Ата, 1950. — 412 с.